# Infrastructure as a service
Infrastructure as a Service (IaaS) è un'attività economica in cui un fornitore di servizi informatici permette ai clienti di creare piani personalizzati per la creazione di un'infrastruttura cloud scalabile che comprende risorse di calcolo, CPU, RAM, connessioni di rete, memorie di massa e tutto ciò che è necessario per la creazione di macchine virtuali e relativi servizi di base.

## Descrizione
Infrastruttura significa che le risorse erogate dal provider sono quelle hardware e software di base ovvero quelle che realizzano i sistemi strutturali che supportano l'esecuzione dei servizi di piattaforma PaaS o delle applicazioni SaaS.
Tipicamente lo IaaS necessita l'utilizzo di sistemi di orchestrazione cloud come Apache CloudStack, OpenNebula o OpenStack, che permettono la creazione delle macchine virtuali, l'impostazione dell'hypervisor, la possibilità di abilitare la migrazione tra gli host, l'allocazione di spazio di archiviazione per le diverse macchine, le statistiche di uso per la fatturazione e molto altro.
In alternativa agli hypervisors, vi è la possibilità di creare i container Linux che girano su singole partizioni di un unico Kernel Linux avviato e gestito direttamente sull'hardware fisico, utilizzando i cgroupse e i namespaces propri di Linux per isolare, gestire e mantenere sicuri i containers.
La containerizzazione, inoltre, offre prestazioni maggiori rispetto alla virtualizzazione perché non avviene l'overhead dell'hypervisor ed i container hanno la capacità di autoadattarsi dinamicamente in base al carico di lavoro, elimina il problema dell'over-provisioning e vi è la possibilità di abilitare la fatturazione ad uso.
Il cloud di tipo IaaS spesso offre risorse aggiuntive come libreria dell'immagine della macchina virtuale, sistemi di archiviazione file, object storage e block storage, firewall, pool di indirizzi IP, VLAN, software bundle.
Le aziende che offrono servizi cloud forniscono le risorse su richiesta tramite la complessa ed ampia infrastruttura installata in appositi centri di elaborazione dati. Per le connettività delle reti geografiche, i clienti possono utilizzare sia la rete Internet sia reti private dedicate.